# المعافد (بعدان)

تعديل مصدري - تعديل

المعافد محلة تابعة لقرية سوق الثلوث، التابعة لعزلة سير بمديرية بعدان إحدى مديريات محافظة إب في الجمهورية اليمنية، بلغ تعداد سكانها 21 حسب تعداد اليمن لعام 2004.